# 美奈宜神社 (朝倉市林田)
美奈宜神社（みなぎじんじゃ）は、福岡県朝倉市林田にある神社。

## 祭神
今から1800年前、父君景行天皇の教えにそって、仲哀天皇は皇后と熊襲を征伐されたが、不幸病にかかり崩御された。皇后はこのことを秘し、その根幹新羅を討つべく、出師の計画を立て、兵員を集め、兵船・軍器を整え、神々を祭って日本最初の外征に肥前名護屋から出征していった。皇后は航海中船中で素戔嗚尊・大己貴命・事代主命の3神に戦勝を祈願された。
海上つつがなく船は新羅の港に到着し、戦端は開かれた。戦いは連勝し3カ条をもって降伏し大勝利を収め、高句麗・百済も来貢し、肥前・高橋の津に凱旋された。そのあと戦争に勝利を祈られた3神を祭られた。その神が美奈宜神社の3神である。

## 歴史

### 創建
神功皇后摂政2年（202年）神功皇后が九州にお見えになった時、古処の山に住む羽白熊鷲（はぐろくまわし）という悪者退治を、村人は懇願した。
皇后は、神様にお祈りされ、「この潮干玉を使って川の水をからにし、川蜷に頼んで、一晩のうちに城を作り、今度は潮満玉を使って、一度に水を入れ水攻めにして滅ぼしなさい」とお告げになった。このあと、村は静かな平和な村となった。
神功皇后は神様をお祭りするお社を建てようと思い、1羽の白鷺を放った。白鷺は空に舞い上がり、筑後川に沿ってしばらく飛んだ後、こんこんと清水の湧きでる所に舞い下りた。皇后様は、その近くに神様を祭るお社を建てた。蜷城（になぎ）を美奈宜（みなぎ）とあて、美奈宜神社と命名。また川蜷が守ってくれた村里をニナシロと呼び、なまって、ヒナシロという地名なったといわれる。この白鷺塚は今も片延字白鷺1番地に残されている。

### 名神大社という格式
奈良朝時代、天下に事ある時、国内の著名な神社に勅使が参向して祈願する神社(名神大社)が当時全国で204社（祭神数285座）ある。
続日本紀によると、天平2年（730年）9月渤海の王が奈良の朝廷に進物を献上したので、翌月10月に名神祭が行われその進物の一部を各神社に献納された。
九州本土では下記の12の神社が進物の献納を受け名神祭に預かっている。
- 筑前国　宗像神社　住吉神社　八幡神社　志賀海神社　美奈宜神社　筑紫神社　竃戸神社（7社）
- 筑後国　髙良玉垂命神社　豊比賣神社（2社）
- 肥前国　田島坐神社（1社）
- 肥後国　健盤龍命神社（現在の阿蘇神社）（1社）
- 豊前国　八幡比賣神社（現在の宇佐神宮）（1社）

この12神社だけが名神祭が行われる度に勅使や国司が勅命を奉じて参向した神社で豊後国・日向国・薩摩国4カ国（鹿児島県および宮崎県）には名神祭に名を連ねた神社は1社もない。前記のように美奈宜神社は奈良時代、平安時代に名神祭の栄誉を受けた神社である。

## 中世
三代実録によると清和天皇貞観元年（859年）1月27日筑前国従五位の下美奈宜神社従五位上の授位が行われたことが登録されている。
延長5年（927年）に朝廷により定められた延喜式では美奈宜神社は式内大社に列せられ明神帳に記載された。
往古美奈宜神社が九州の著名な神社として国家のいくつもの史書に記載されていたことは、つまり筑後川が古代の人々の生活を支えていてこの川の両岸に古代の集落が発生し、年と共に発展して行きこの川が九州を横断する主たルートであり、この川畔に祭られた美奈宜神社が両岸の多数の群落の人々はもちろん、多くの旅人からも厚い崇敬を集めていたことの証しであるとも言える。
延元2年（1338年）菊地武敏軍と足利尊氏の先陣小弐頼尚軍が戦った筑後川水城渡の戦で戦火に遭い、社殿宝物記録類の一切を消失し以来衰退することとなったが、足利尊氏は神慮を恐れて社殿を再興した。また永正6年（1509年）秋月城主秋月伊豫守種時が社殿を再建し神輿及び清道旗を奉納し、神幸行列の先駆として現在まで継続されている。

## 近世
慶長6年（1601年）福岡藩初代藩主黒田長政公の信仰は篤く、社殿の造営があり、下座郡総社と定められた。
元禄15年（1702年）には現在のご神門が建築された。元禄17年（1704年）に現在の石鳥居が建納され、貝原益軒の妻江島氏の筆にて柱の銘が刻まれている。
弘化4年（1847年）には1650年祭を執行。文政11年（1823年）に福岡藩大老黒田播磨公により現在ある社殿に改修されている。

## 現在
明治30年（1897年）に県社に昇格し、昭和28年（1953年）に国家管理を離れ、宗教法人美奈宜神社として現在に至る。江戸時代から続く蜷城の獅子舞は福岡県の無形文化財に指定されている。

## 祭事
- 1月1日　　　歳旦祭
- 4月29日　　春祭
- 7月30日　　夏越祭（およど）
- 10月17日　神課祭
- 10月21日　おくんち（秋季大祭・御神幸）
- 11月最終日曜日　新嘗祭

## 文化財

### 蜷城の獅子舞
この獅子舞は毎年10月21日に挙行される美奈宜神社の御神幸に奉仕するものであり、雌雄2対の獅子で構成される。獅子は胴体をシュロで編み、獅子役に足絆にもシュロを使用するなど特異である。
獅子は長田・鵜ノ木地区から奉納され、長田地区は神幸神輿の警護、鵜ノ木地区は神輿台を祓う役を負っている。この獅子舞の特徴は、筑前地方に多い伎楽系統の獅子舞とは異なり舞楽を伴わず、芸能的な部分が少ない。
また、病気除けや豊作を願うという信仰に、祓いの獅子の姿がよく伝えられている。この系統の獅子は、筑後川中流域の各地に伝承されているが、現在に至るまで本格的な形態を残しているのは蜷城のみである。
昭和51年（1976年）4月、福岡県指定無形民俗文化財に指定されている。

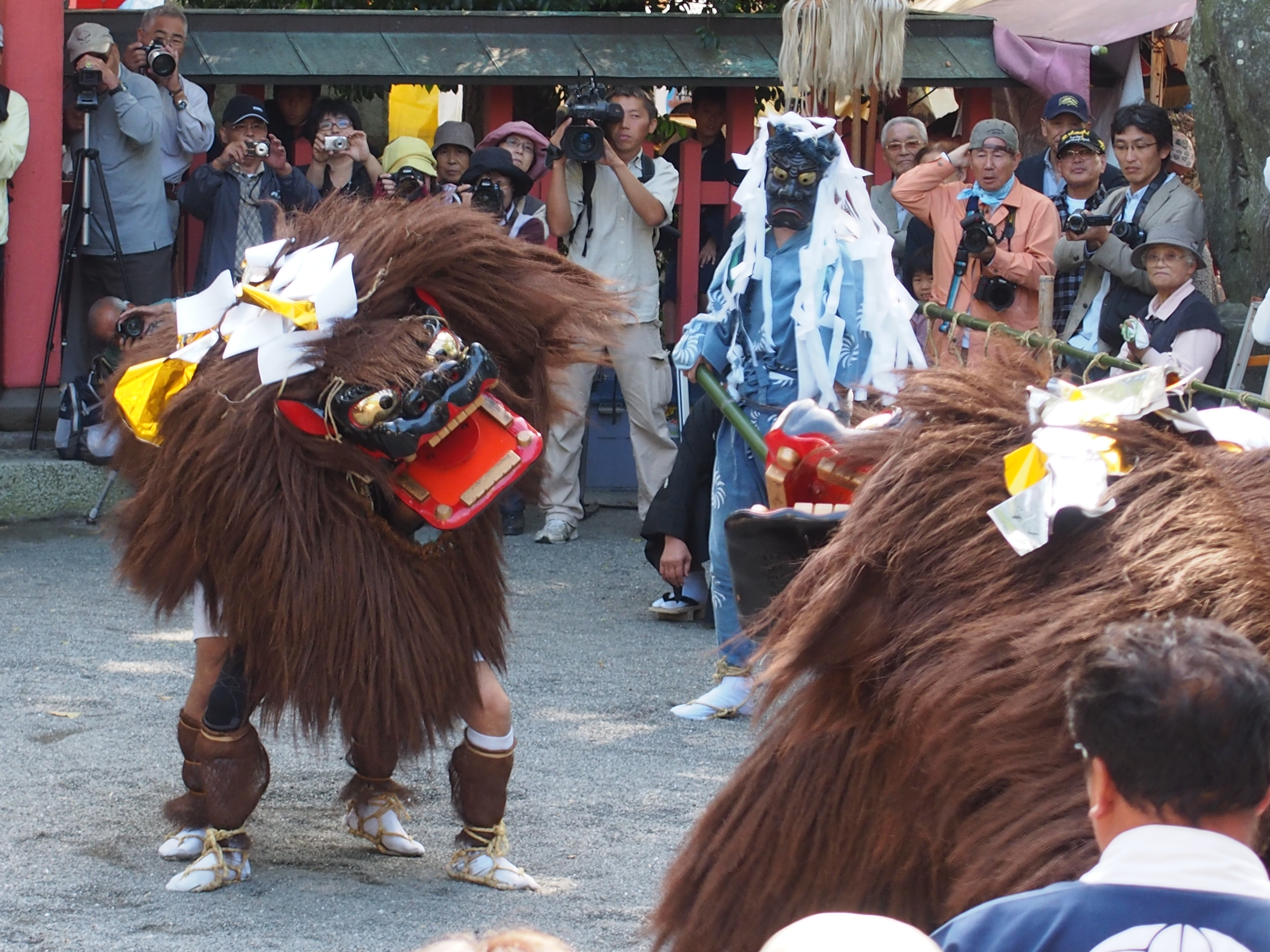
蜷城の獅子舞